# Володимирівка (Бахмутський район)
Володи́мирівка — село (до 2011 року — селище) Соледарської міської громади Бахмутського району Донецької області в Україні. Населення становить 1211 осіб. Розташоване в районі бахмутських соляних промислів.

## Історія
Шахтарі соляних копалень у 1917 р. прихильно сприймають крах царату і проголошення Центральною Радою незалежної Української Народної Республіки. Так, у серпні 1917 року, шахтарі солешахти «Микола», що розташовувалася на території нинішнього селища Володимирівка, збирають віче, на якому розглядають питання: про приєднання Бахмутського повіту і Катеринославської губернії в цілому до Української Народної Республіки; про передачу земель Бахмутського повіту в Український національний фонд; про українізацію службовців і українського війська. З місцевих питань приймається рішення про виділення коштів на відкриття при правлінні шахти української читальні імені Т. Г. Шевченка.
За ініціативи шахтарів В. Г. Чумаченка, С. П. Маслака, М. О. Чернишова і В. К. Ворони при цій шахті будується клуб (1922 рік) імені Т. Г. Шевченка. Перші шевченківські заходи в цьому клубі провела місцева вчителька О. О. Попенко.
Село постраждало внаслідок Голодомору-геноциду українського народу, вчиненого урядом СРСР у 1932—1933 роках, кількість встановлених жертв — 26 людей.
18 травня 2022 року в боях за село загинув Перевера Станіслав (1974—2022) — український військовик, учасник російсько-української війни.

## Символіка

### Герб
Відношення сторін герба 4:5. У нижній частині герба розстеляється жовто-блакитна стрічка, що символізує приналежність до України. На ній присутній напис — «Володимирська територіальна громада». Вище знаходиться композиція, у центрі якої розташований соняшник і два пшеничних колоски (символізують основний вид господарської діяльності). Соняшник має 12 пелюсток — символ 12 апостолів, 33 зерна на колосках — вік Ісуса Христа. 3 листочки у соняшника — символ святої Трійці.
Фон центру герба асоціюється з кольорами прапора України. У центрі зображено поле, та працюючий на ньому трактор (символ працьовитості жителів). Праворуч — 3 ялинки — гордість села — насадження кримської сосни. У лівому верхньому куті герба — сонце, яке освітлює шлях у майбутнє, трудові перемоги жителів села. Завершує композицію білий голуб, символ миру і святого Духа. Він тримає гілку калини та дві гілки верби (калина — символ українського волелюбності, верба — релігійний символ, який є оберегом).

### Прапор
Прапор являє собою прямокутне полотнище (співвідношення ширини до довжини 2:3). В основі кольорів прапора лежить єднання з прапором України, де жовто-блакитні кольори розділяються хвилястою лінією синього кольору з сімома хвилями, які символізують річку Мокра Плотва, що протікає по території громади.
Над зігнутою вниз середньою хвилею річки зображено сонце, яке сходить. Це символізує відродження села, а хвиля, вигнута вниз символізує підкову (чашу), яка наповнюється енергією сонця.
По нижньому краю прапора проходять три смуги:
- Білий колір — природні копалини (сіль і поклади гіпсу);
- Чорний колір символізує родючість ґрунту і приналежність до Донбаського регіону;
- Зелений колір — сама природа і її багатства.